# Sailly-le-Sec
Sailly-le-Sec là một xã ở tỉnh Somme, vùng Hauts-de-France, Pháp.

## Địa lý
Thị trấn này có cự ly khoảng 13 dặm Anh về phía đông của Amiens, bên hai bờ sSông Somme, trên đường D233.

## Dân số
| 1962                                                         | 1968 | 1975 | 1982 | 1990 | 1999 |
| ------------------------------------------------------------ | ---- | ---- | ---- | ---- | ---- |
| 177                                                          | 223  | 214  | 198  | 268  | 266  |
| Số liệu điều tra dân số từ năm 1962, dân số không tính trùng |      |      |      |      |      |